# 퀴취크 아야소피아 모스크

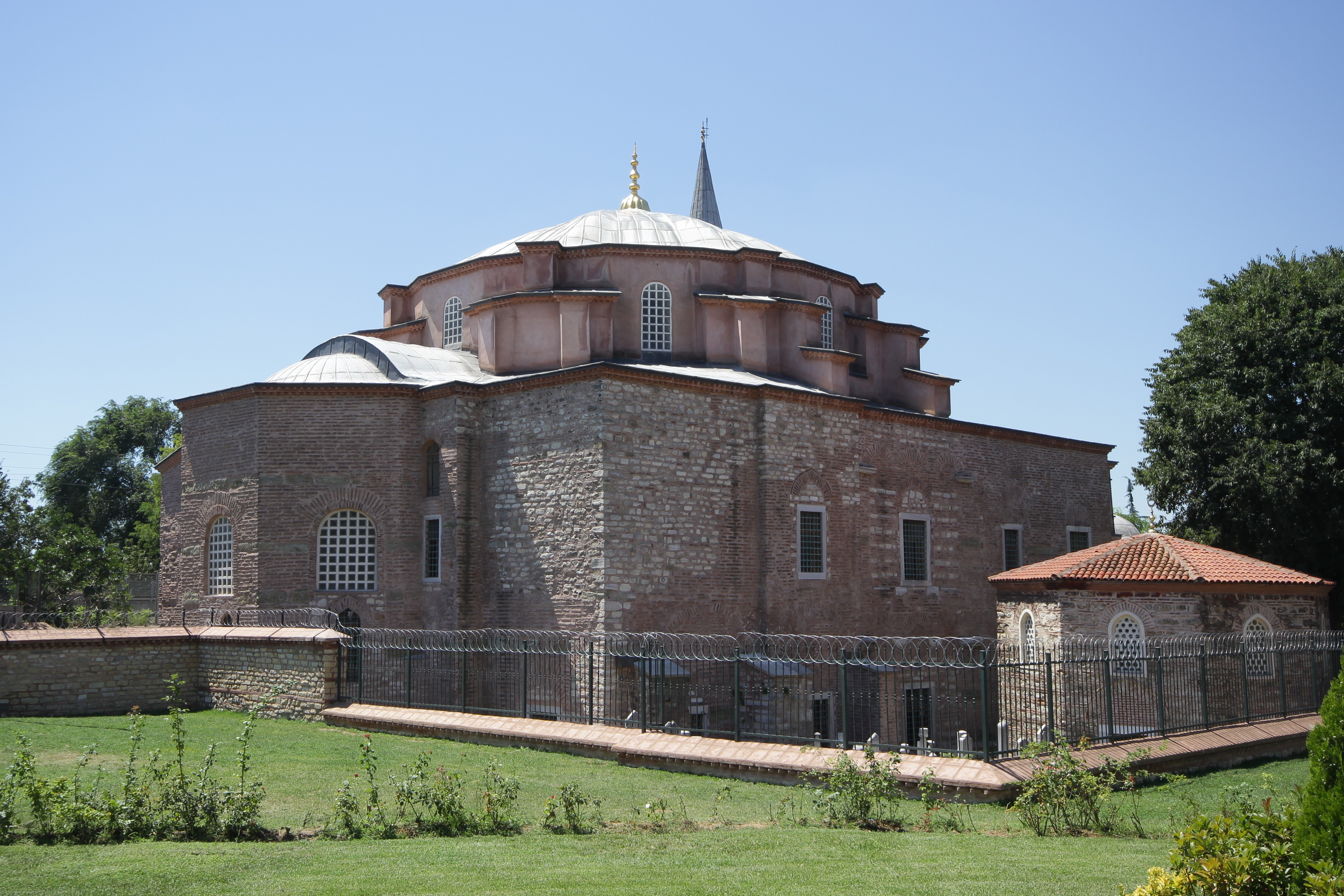
퀴취크 아야소피아 모스크

퀴취크 아야소피아 모스크(튀르키예어: Küçük Ayasofya Camii 퀴취크 아야소피아 자미[*])는 536년에 완성된 튀르키예 이스탄불의 모스크이다. 유스티니아누스 1세가 아야 소피아 건설에 앞서 지어진 것으로, 원래는 교회로 사용되어 성 세르지오와 바코 교회(그리스어: Ἐκκλησία τῶν Ἁγίων Σεργίου καὶ Βάκχου ἐν τοῖς Ὁρμίσδου)라는 이름이었다.

## 갤러리

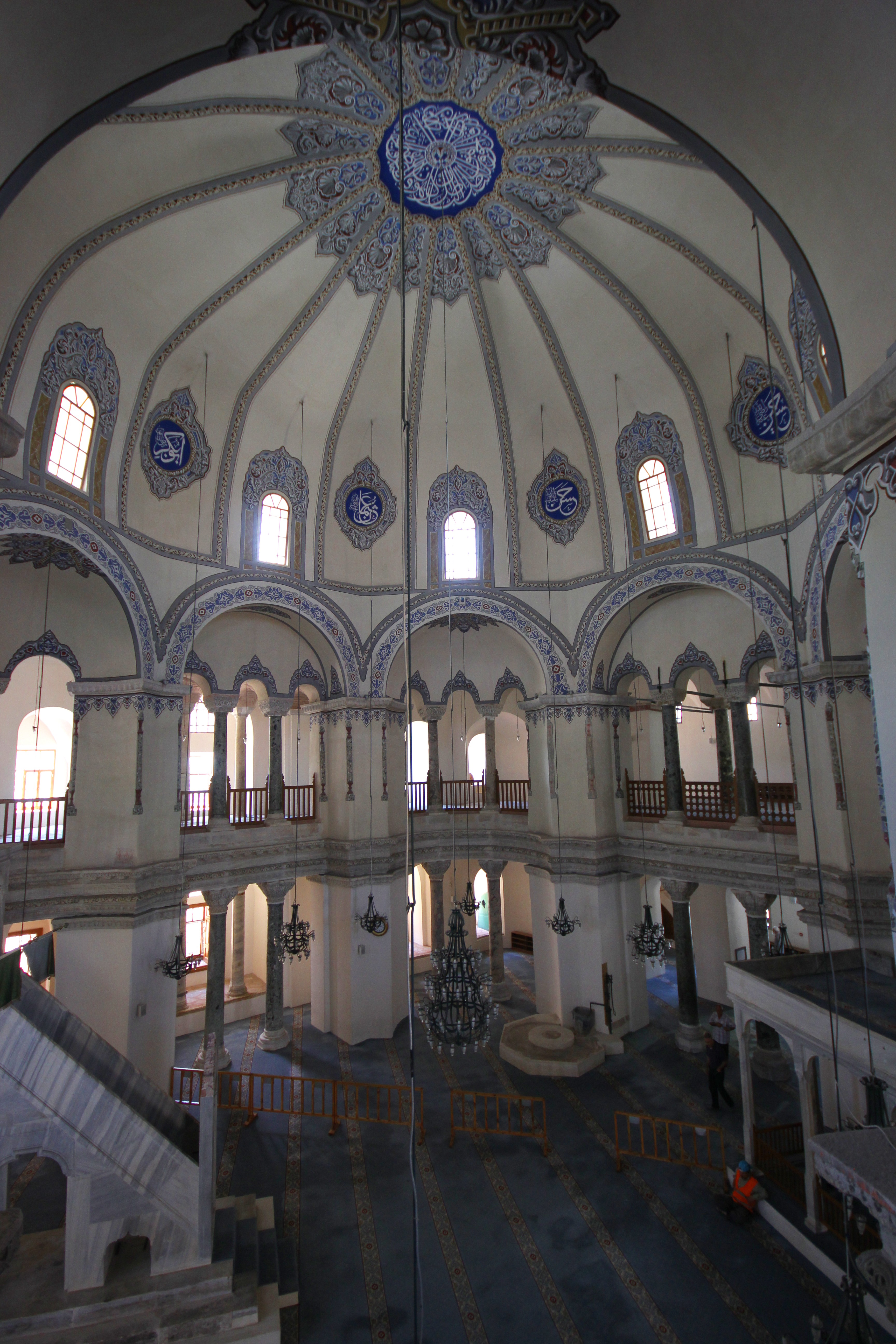
내부 모습
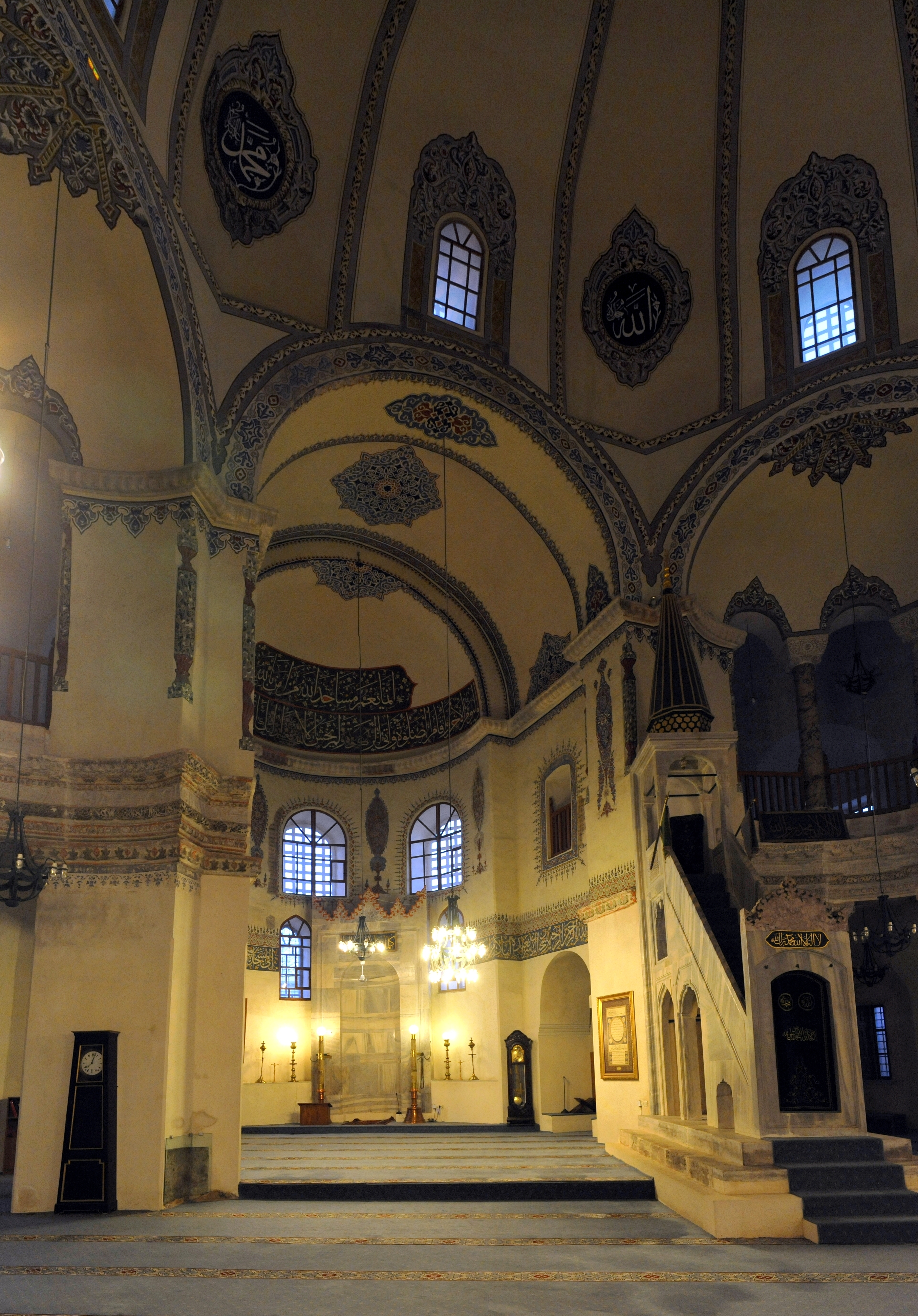
애프스의 모습
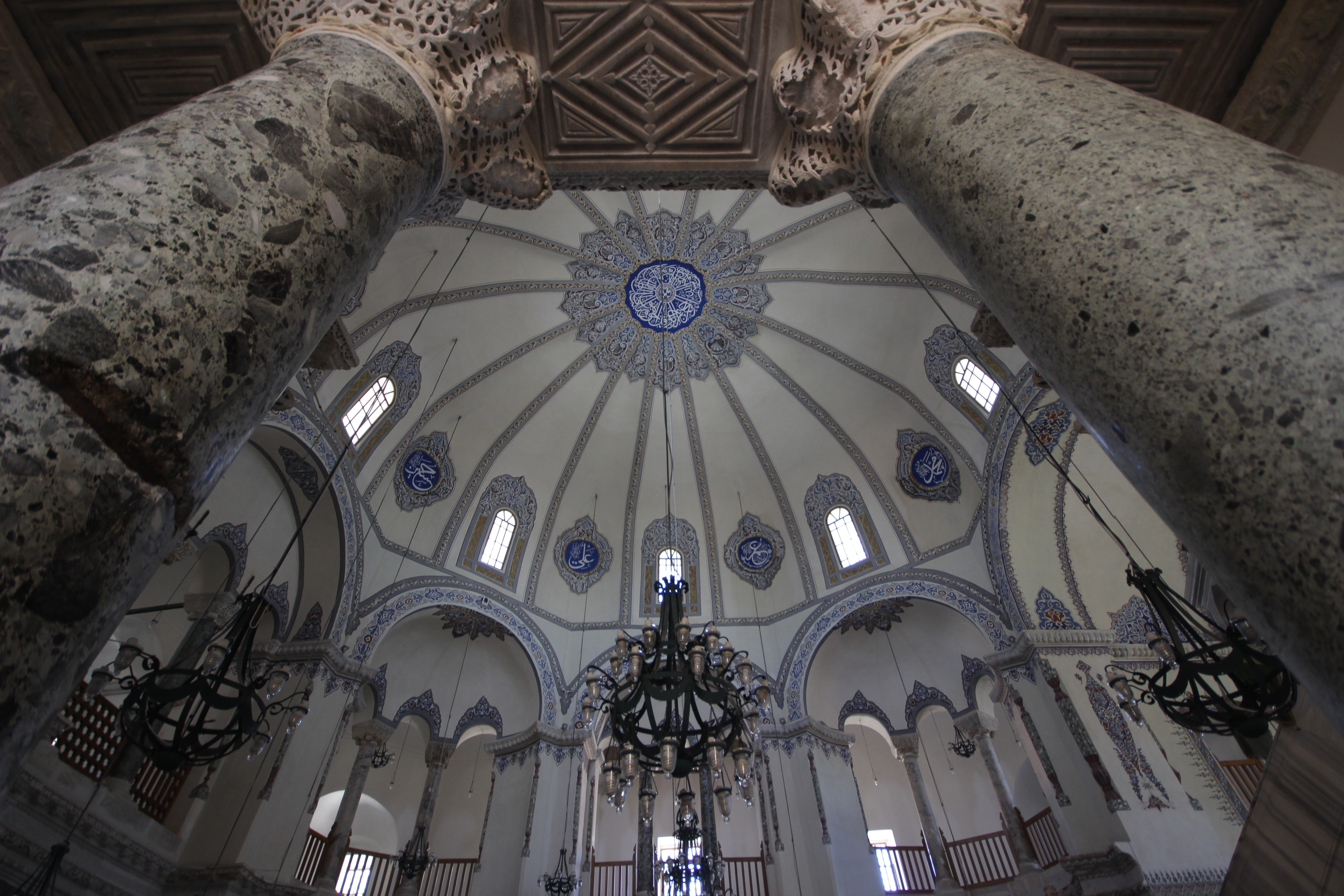
기둥과 돔의 북쪽 부분
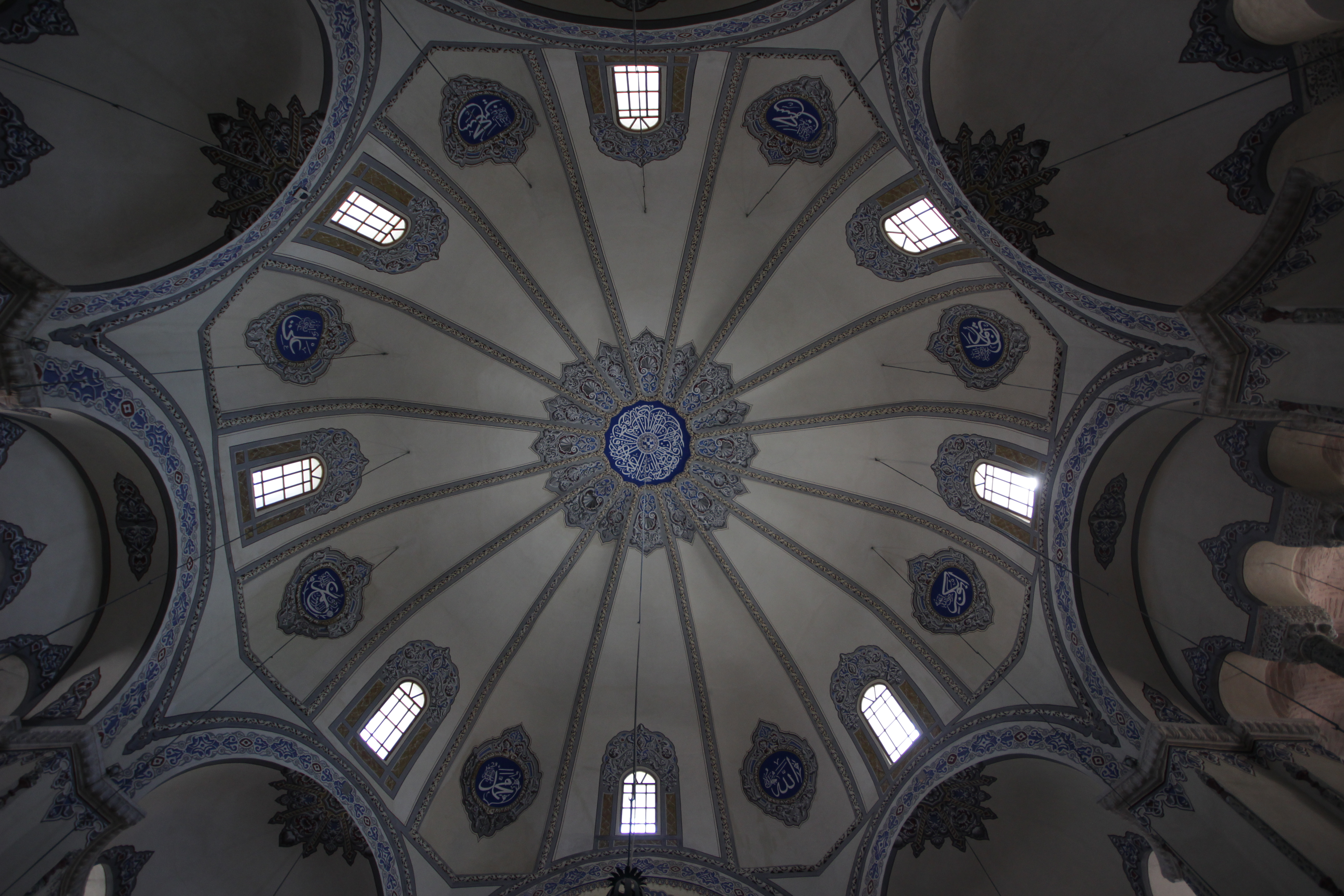
돔
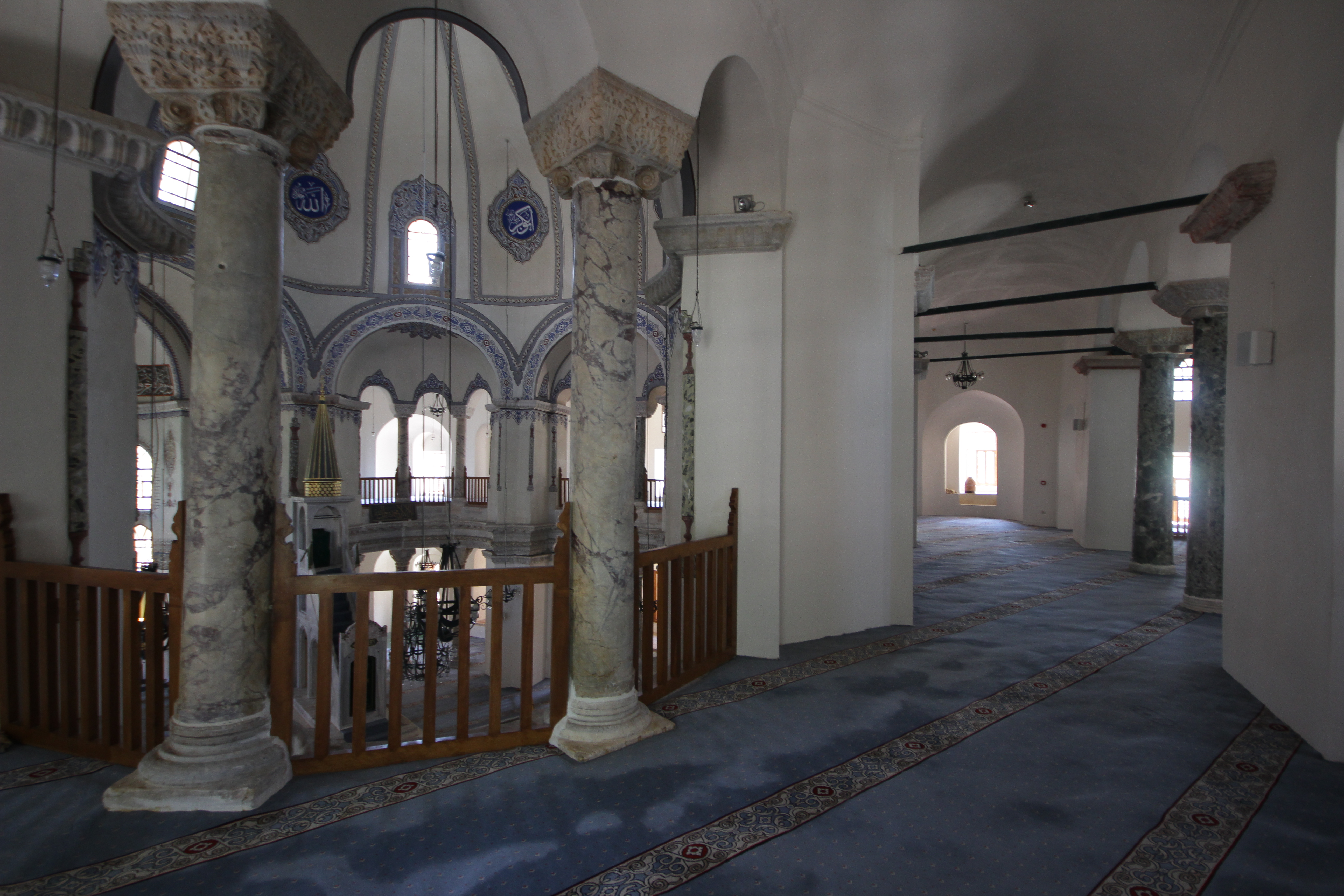
갤러리
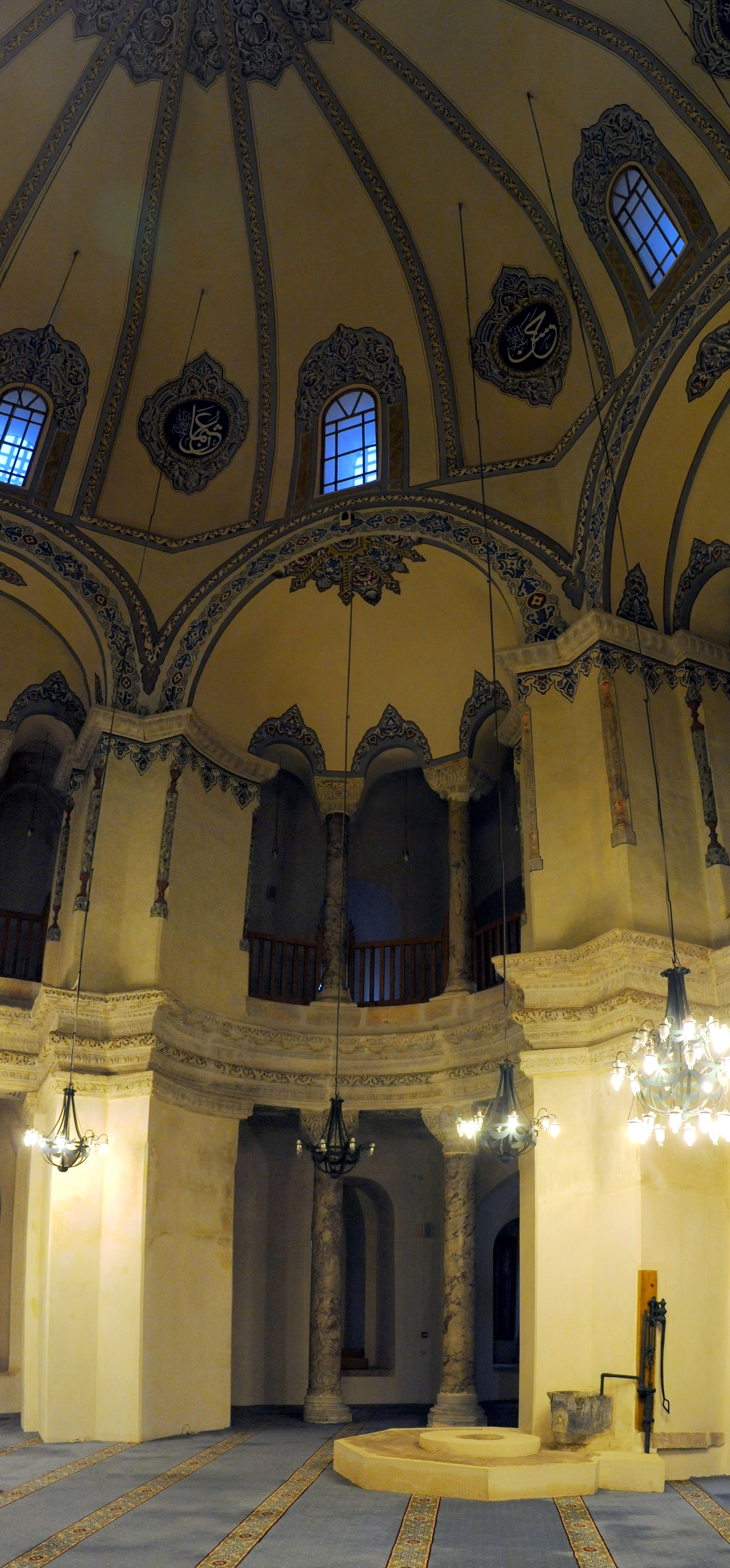
콜로네이드
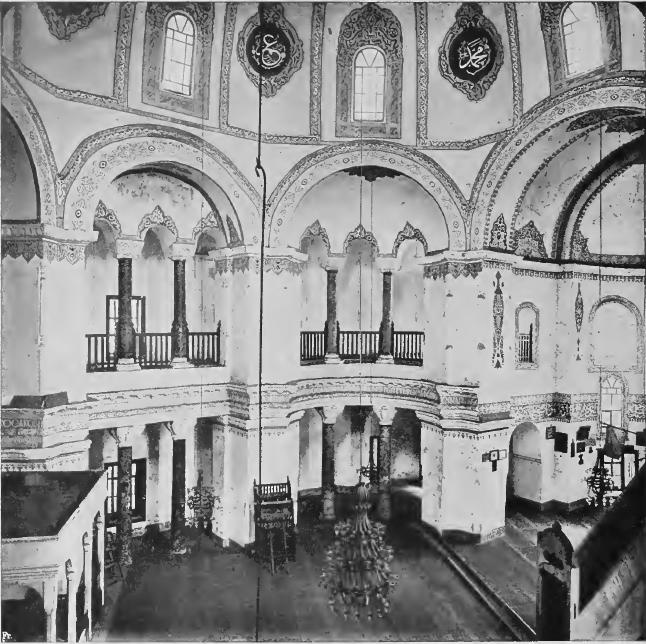
북서쪽 내부 모습 (1914년)
- 퀴취크 아야소피아 모스크